# Evelyn Berezin
Evelyn Berezin (12 de abril de 1925 – 8 de dezembro de 2018) foi uma engenheira da computação estadunidense, autora do primeiro processador de texto eletrônico. Trabalhou também com sistemas computacionais para reservas de passagens aéreas.
Foi induzida no National Inventors Hall of Fame em 2020.

## Patentes
- Information Transfer Apparatus[5][6]
- Electronic Data File Processor[7][8]
- Information Transfer System[9][10]
- On-Line Data Transfer Apparatus[11][12]
- Electrical Assemblage[13][14]
- Data Processing System[15][16]
- Arithmetic Device[17][18]
- Electronic Calculator with Dynamic Recirculating Storage Register[19][20]
- Control means with Record Sensing for an Electronic Calculator[21][22]